# Anita Gradin
Anita Gradin (n. 12 august 1933, Q10532612⁠(d), Comitatul Västerbotten, Suedia – d. 23 mai 2022, Stockholms Sankt Görans distrikt⁠(d), Comitatul Stockholm, Suedia) a fost o politiciană și ambasadoare suedeză. Ea a fost ministrul responsabil pentru afacerile imigranților și egalității la Ministerul Muncii din Suedia între 1982 și 1986. A fost ministrul cu răspundere pentru comerțul exterior la Ministerul Afacerilor Externe din 1986 până în 1991. Din 1995 până în 1999 a fost membru al Comisiei Europene responsabilă pentru Imigrare, Afaceri Interne și Justiție; relațiile cu Avocatul Poporului; și Control financiar și prevenire a fraudei. 
Gradin a fost președinte al Socialists International Women și a luptat împotriva traficului de femei.

## Biografie
Gradin a fost fiica lucrătorului de hârtie Ossian Gradin (1910–1986) și a lui Alfhild Gradin (1913–1984), născută Englund. A fost căsătorită cu locotenent-colonelul Bertil Kersfelt. Gradin a absolvit în 1950, a studiat la Școala Suedeză din 1953, la Școala Britanică de Economie din 1954, la Liceul Popular Nordic din Geneva în 1958 și a devenit socialistă la Stockholm în 1960. A fost jurnalistă la Västerbotten Folkblad 1950-1952, angajată de Sindicatul Suedez al Muncitorilor Forestieri și Plutitori 1952-1955, jurnalistă la Arbetarbladet în Gävle 1955-1958 și la revista TCO 1960-1963. Gradin a fost angajată de Comitetul de planificare pentru afaceri sociale din Stockholm ca secretară al Comitetului pentru afaceri ale femeilor a Colegiului Municipal, 1963–67, secretară de stat la Consiliul de Miniștri din 1963, membră al Consiliului Educațional al Consiliului școlar 1971–81, de către International Health și Comitetul pentru Afaceri Sociale 1972–78, președinte al Consiliului pentru problemele adopției internaționale 1973–79 și membră al Grupului de experți din 1982 pentru cercetarea imigrației. Gradin a fost membră al Comitetului de vacanță 1974–1975, al Sondajului privind educația de cercetare 1974–1977, al Delegației pentru Egalitatea de Gen 1975–1976, al Comitetului de cooperare în cercetare 1978–81 și al Comitetului pentru avort 1980–80. Ea a fost specialistă în sondajul hotelurilor și restaurantelor 1974-1978, 1975-1977, comitetul de afaceri 1975-1977, președinte al asociației sociale din Suedia 1976-1981 și membră al consiliului de conducere al municipalității muncitorilor din Stockholm 1968-1982. A fost președinte al Districtului Femeilor Social Democrate din Stockholm în perioada 1968–82 și vicepreședinte al Asociației Femeilor din 1975. Gradin a fost membră al Consiliului Local din Stockholm în anii 1966–68, precum și membră al Consiliului de Asistență Poporului Danez / Comitetului Stomatologic 1966–76. Gradin a fost numită cetățean de onoare în orașul ei natal, Umeå, în 1997.

## Poziții
- Membră al Riksdag (în camera a doua a orașului Stockholm 1969–70) 1969–1992
- Membră adjunctă al Comitetelor 1969–70
- Membră adjunctă al Comisiei de Justiție 1971–82
- Membră al Comitetului pentru Educație 1971–76
- Membră al Comitetului Finanțe 1976–82
- Membră supleantă al delegației suedeze a Consiliului Europei 1973–80 și membră 1981–82
- Consiliul de Stat 8 octombrie 1982–1991
- Ministerul Muncii (Ministrul Imigrării și Egalității de Șanse) 1982–1986
- Ministrul comerțului exterior 1986–1991
- Membră al Riksdag, vicepreședinte al Comisiei pentru nutriție 1991–1992
- Ambasadoare la Viena 1992–1994
- Membră al Comisiei Europene 1995–1999
- Președinte al Camerei de Comerț Suedia-Israel

## Comisar UE
Când Suedia a aderat la Uniunea Europeană în 1995, Gradin a fost numită primul membru al Suediei în Comisia Europeană, sub președintele acesteia, Jacques Santer. Ea a fost responsabilă de imigrație, justiție și afaceri interne, relații cu Ombudsmanul European, guvernanță și control economic și antifraudă. Ea a ajuns în atenție, deoarece s-a constatat că campania antifraudă a fost supusă și mai mulți comisari, în special Édith Cresson, au fost acuzați de corupție. În martie 1999, întreaga comisie Santer a fost forțată să demisioneze și să fie înlocuită de o comisie interimară condusă de Manuel Marín. Gradin a fost inclusă și în Comisia Marín și, în cele din urmă, și-a dat demisia în noiembrie 1999, când Comisia Prodi a preluat funcția. În perioada petrecută în Comisia UE, Gradin a contribuit, printre altele, la legislația privind egalitatea de gen, creșterea transparenței și incriminarea traficului.

## Moarte
Gradin a murit în mai 2022, la vârsta de 88 de ani. 

## Premii
Gradin a fost nominalizată la 9 mai 2007 de către Mișcarea Europeană din Suedia la Europeanul Anului 2007 în Suedia.

## Lucrări
- Lagstadgad lycka? En bok om lag, samhälle och äktenskap (1971)
- Vårdkunskap: Medicină socială (1972)
- Från bruket till Bryssel: minnen från ett politiskt liv (2009)
- Klingvall och Ström (roșu): Från Myrdal till Lindh. Svenska diplomatprofiler. (2010)

## Biografii (selecție)
- Fericire statutară? O carte despre societate, căsătorie și căsătorie (1971)
- Asistență medicală: medicină socială (1972)
- De la moară la Bruxelles: amintiri ale unei vieți politice (2009)
- Klingvall și Strøm (roșu): De la Myrdal la Lindh. Profile de diplomat suedez. (2010)